# 헨리 클레이 워크

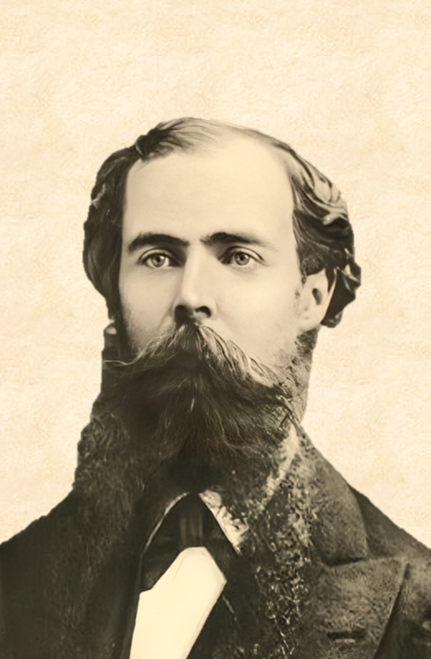
헨리 클레이 워크

헨리 클레이 워크(Henry Clay Work, 1832년 10월 1일~1884년 6월 8일)는 미국의 음악가로, 오늘날에는 유명하지 않지만 당대에는 스티븐 포스터와 견줄 정도로 성공했다. 그의 대표곡으로 할아버지의 시계, 조지아 행진곡이 있다. 또한 남북 전쟁 때 북군을 지지하는 음악 활동을 한 음악가로 기억되고 있다.